# Hauptstraße C11
Die Hauptstraße C11 (englisch Main Road C11) ist eine Hauptstraße in Namibia. Sie erstreckt sich vom äußersten Südosten der Region ǁKaras bei Karasburg in Richtung Norden bis nahe der Ortschaft Koës.